# Српски фудбалски клубови у европским такмичењима 2013/14.
Српски фудбалски клубови у европским такмичењима 2013/14. имали су четири представника и то:
- Партизан у квалификацијама за Лигу шампиона од другог кола као првак из претходне сезоне;
- Црвена звезда у квалификацијама за Лигу Европе од другог кола као другопласирани тим лиге;
- Јагодина у квалификацијама за Лигу Европе од другог кола као освајач Купа Србије;
- Војводина у квалификацијама за Лигу Европе од првог кола као трећепласирани тим лиге.

## Партизан у УЕФА Лиги шампиона

### Друго коло квалификација
| Ширак        | 1 : 1 Извештај | Партизан     |
| ------------ | -------------- | ------------ |
| Хакобјан 48’ |                | Волков 90+3’ |

| Партизан | 0 : 0 Извештај | Ширак |
| -------- | -------------- | ----- |
|          |                |       |

Партизан се након укупног резултата 1:1 на основу правила о броју постигнутих голова на гостујућем терену пласирао у треће коло квалификација за Лигу шампиона.

### Треће коло квалификација
| Лудогорец Разград               | 2 : 1 Извештај | Партизан     |
| ------------------------------- | -------------- | ------------ |
| Марселињо 54’ · Александров 65’ |                | Марковић 49’ |

| Партизан | 0 : 1 Извештај | Лудогорец Разград |
| -------- | -------------- | ----------------- |
|          |                | Златински 88’     |

Лудогорец Разград се укупним резултатом 3:1 пласирао у плеј-оф рунду квалификација за Лигу шампиона, док је Партизан такмичење наставио у плеј-оф рунди квалификација за Лигу Европе.

## Партизан у УЕФА Лиги Европе

### Плеј оф
| Партизан  | 1 : 0 Извештај | Тун |
| --------- | -------------- | --- |
| Јојић 70’ |                |     |

| Тун                                        | 3 : 0 Извештај | Партизан |
| ------------------------------------------ | -------------- | -------- |
| К. Шнојвли 15’ · М. Шнојвли 48’ · Зуфи 75’ |                |          |

Тун се укупним резултатом 3:1 пласирао у групну фазу Лиге Европе.

## Црвена звезда у УЕФА Лиги Европе

### Друго коло квалификација
| Црвена звезда               | 2 : 0 Извештај | Вестманаеја |
| --------------------------- | -------------- | ----------- |
| Печник 12’ · Мијаиловић 76’ |                |             |

| Вестманаеја | 0 : 0 Извештај | Црвена звезда |
| ----------- | -------------- | ------------- |
|             |                |               |

Црвена звезда се укупним резултатом 2:0 пласирала у треће коло квалификација за Лигу Европе.

### Треће коло квалификација
| Черноморец Одеса                                     | 3 : 1 Извештај | Црвена звезда |
| ---------------------------------------------------- | -------------- | ------------- |
| Ријера (пен.) 32’ · Ђа Ђеђе 38’ · Антонов (пен.) 78’ |                | Савићевић 59’ |

| Црвена звезда | 0 : 0 Извештај | Черноморец Одеса |
| ------------- | -------------- | ---------------- |
|               |                |                  |

Черноморец Одеса се укупним резултатом 3:1 пласирао у плеј оф рунду квалификација за Лигу Европе.

## Војводина у УЕФА Лиги Европе

### Прво коло квалификација
| Хибернијанс | 1 : 4 Извештај | Војводина                                                    |
| ----------- | -------------- | ------------------------------------------------------------ |
| Обифуле 78’ |                | Шкулетић 40’ · Соарес (а. г.) 43’ · Оумару 50’ · Косовић 82’ |

| Војводина                        | 3 : 2 Извештај | Хибернијанс                      |
| -------------------------------- | -------------- | -------------------------------- |
| Аливодић 40’ · Шкулетић 62’, 67’ |                | Шкулетић (а. г.) 42’ · Фаиља 47’ |

Војводина се укупним резултатом 7:3 пласирала у друго коло квалификација за Лигу Европе.

### Друго коло квалификација
| Војводина                  | 2 : 0 Извештај | Хонвед |
| -------------------------- | -------------- | ------ |
| Трајковић 19’ · Врањеш 71’ |                |        |

| Хонвед     | 1 : 3 Извештај | Војводина                               |
| ---------- | -------------- | --------------------------------------- |
| Дијара 44’ |                | Билбија 27’ · Аливодић 41’ · Врањеш 64’ |

Војводина се укупним резултатом 5:1 пласирала у треће коло квалификација за Лигу Европе.

### Треће коло квалификација
| Војводина                  | 2 : 2 Извештај | Бурсаспор              |
| -------------------------- | -------------- | ---------------------- |
| Вулићевић 71’ · Оумару 81’ |                | Батаља 36’ · Таиво 90’ |

| Бурсаспор | 0 : 3 Извештај | Војводина                                |
| --------- | -------------- | ---------------------------------------- |
|           |                | Оумару 9’ · Врањеш 29’ · Калуђеровић 83’ |

Војводина се укупним резултатом 5:2 пласирала у плеј оф рунду квалификација за Лигу Европе.

### Плеј оф
| Војводина    | 1 : 1 Извештај | Шериф Тираспољ |
| ------------ | -------------- | -------------- |
| Шкулетић 54’ |                | Иса 36’        |

| Шериф Тираспољ             | 2 : 1 Извештај | Војводина   |
| -------------------------- | -------------- | ----------- |
| Жулијам 59’ · Фернандо 67’ |                | Лековић 90’ |

Шериф Тираспољ се укупним резултатом 3:2 пласирао у групну фазу Лиге Европе.

## Јагодина у УЕФА Лиги Европе

### Друго коло квалификација
| Јагодина                       | 2 : 3 Извештај | Рубин Казањ                            |
| ------------------------------ | -------------- | -------------------------------------- |
| Дамјановић 72’ · Леповић 90+2’ |                | Прудников 12’ · Натко 21’ · Рондон 87’ |

| Рубин Казањ   | 1 : 0 Извештај | Јагодина |
| ------------- | -------------- | -------- |
| Карадениз 52’ |                |          |

Рубин Казањ се укупним резултатом 4:2 пласирао у треће коло квалификација за Лигу Европе.

## Биланс успешности
|   | Екипа         | Такмичење     | Ута. | Поб. | Нер. | Пор. | ГД | ГП | Домет                      |
| - | ------------- | ------------- | ---- | ---- | ---- | ---- | -- | -- | -------------------------- |
| 1 | Партизан      | Лига шампиона | 4    | 0    | 2    | 2    | 2  | 4  | треће коло квалификација   |
|   | Партизан      | Лига Европе   | 2    | 1    | 0    | 1    | 1  | 3  | плеј оф коло квалификација |
| 2 | Црвена звезда | Лига Европе   | 4    | 1    | 2    | 1    | 3  | 3  | треће коло квалификација   |
| 3 | Војводина     | Лига Европе   | 8    | 5    | 2    | 1    | 18 | 8  | плеј оф коло квалификација |
| 4 | Јагодина      | Лига Европе   | 2    | 0    | 0    | 2    | 2  | 4  | друго коло квалификација   |